# Palla (sport)
La palla è un oggetto dalla forma sferica o anche ovale, presente in giochi e sport di squadra o individuali. Può avere diverse dimensioni in base allo sport che viene praticato. Essa ha una massa che varia in base al materiale che la costituisce.

## Storia

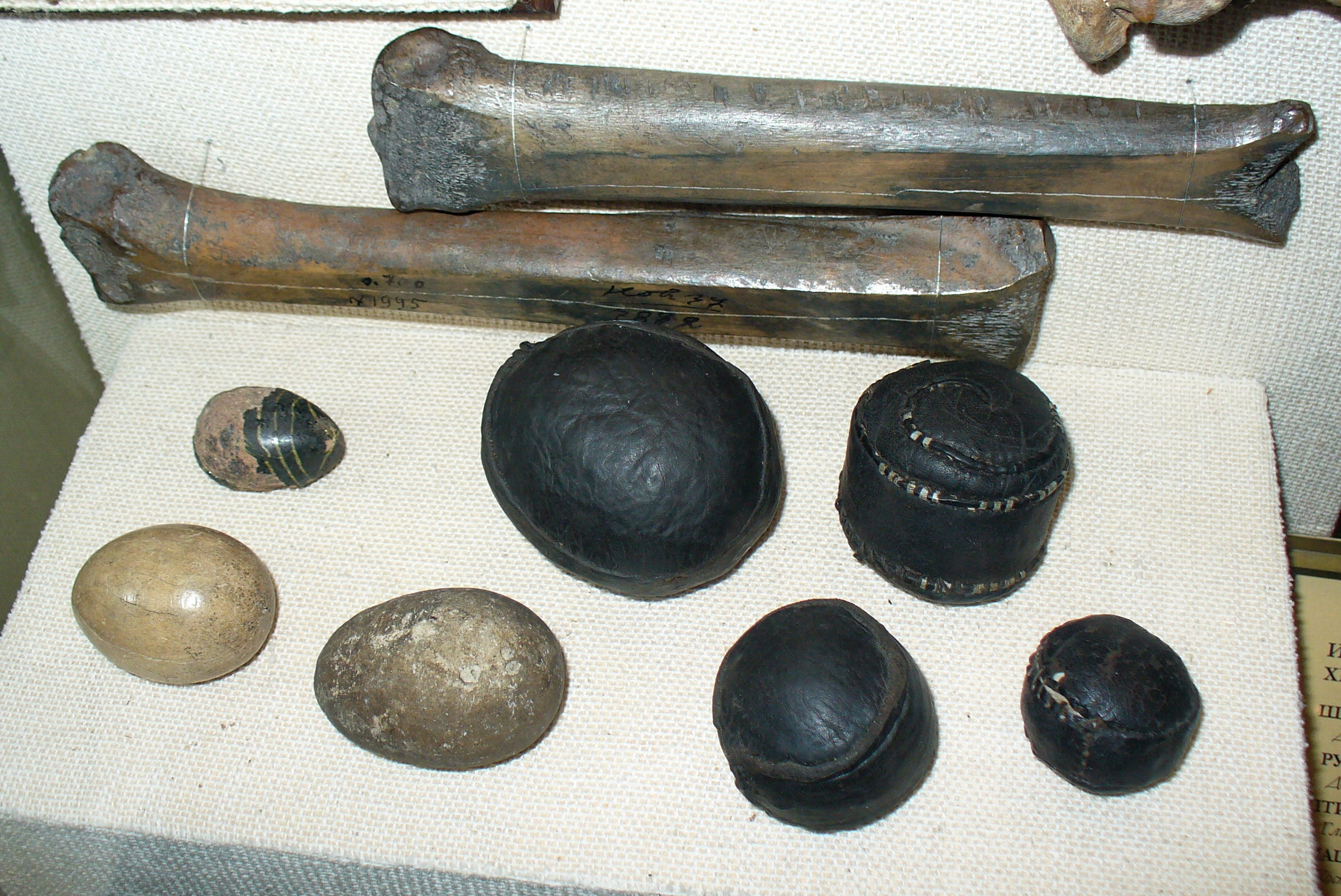
Sfere di cuoio russe (russo: мячи), XII-XIII secolo

Una palla, come caratteristica essenziale in molte forme di gioco che richiedono uno sforzo fisico, risale ai primissimi tempi della storia. Un oggetto rotante attrae non solo un bambino umano, ma anche un cucciolo di animale come gatti e cani. Una rudimentale forma di gioco con la palla si trova raffigurata sui monumenti egiziani e ai giorni nostri viene praticata tra le tribù aborigene. In Omero, Nausicaa stava giocando a palla con le sue fanciulle quando Ulisse la vide per la prima volta nella terra dei Feaci (Od. vi. 100). Inoltre Halios e Laodamas si sono esibiti davanti ad Alcinoo e Ulisse con un gioco che prevedeva palla, accompagnato da balli (Od. viii. 370). Le palle più antiche dell'Eurasia sono state scoperte a Karasahr, in Cina, e hanno 3.000 anni. Erano fatte di pelle riempite di peli.

### Antichi greci
Presso gli antichi greci, i giochi con le palle (σφαῖραι) erano considerati un utile sussidiario agli esercizi atletici più violenti, come mezzo per mantenere il corpo elastico e renderlo aggraziato, ma generalmente erano lasciati a ragazzi e ragazze. Delle regole dei giochi con la palla rimane poca traccia, se mai fossero esistite. I nomi in greco di varie forme, che ci sono pervenuti in opere come il Ὀνομαστικόν di Giulio Polluce, contengono poco o niente di tale argomento; quindi, ἀπόρραξις (aporraxis) significa solo mettere la palla a terra con la mano aperta e οὐρανία (ourania) significa il lancio della palla in aria per essere catturata da due o più giocatori; φαινίνδα (phaininda) sembrerebbe un gioco di cattura giocato da due o più persone, in cui la finta viene utilizzata come prova di rapidità e abilità. Polluce menziona un gioco chiamato episkyros (ἐπίσκυρος), che è stato spesso considerato l'origine del calcio. Sembra che sia stato giocato da due parti, disposte in file; fino a che punto ci fosse una qualche forma di "obiettivo" sembra incerto. Era impossibile produrre una palla perfettamente sferica; i bambini di solito si costruivano le proprie palle gonfiando le vesciche di maiale e riscaldandole nella cenere di un fuoco per renderle più rotonde, sebbene Platone (420 a.C. - 340 a.C.) descrisse "palle che hanno un rivestimento di pelle in dodici pezzi".

### Antichi romani
Presso i romani, i giochi con la palla erano considerati un'aggiunta al bagno, e venivano graduati in base all'età e alla salute dei bagnanti, e di solito veniva riservato loro un luogo (sphaeristerium) nelle terme (thermae). Sembra che ci fossero tre tipi o dimensioni di palla: la pila o pallina, usata nei giochi di cattura; la paganica, una palla pesante imbottita di piume; la follis, una palla di cuoio riempita d'aria, la più grande delle tre. Essa veniva colpita da giocatore a giocatore, che indossavano una specie di guanto sul braccio. C'era un gioco noto come trigon, giocato da tre giocatori in piedi disposti a forma di triangolo e giocato con il follis, e anche uno noto come harpastum, che sembra implicare una mischia tra diversi giocatori per conquistare la palla. Questi giochi ci sono noti attraverso i romani, anche se i nomi sono greci.

### Medioevo
Il periodo medievale in Europa ha ospitato molti diversi sport con la palla.

### Giochi con la palla moderni
I vari giochi moderni giocati con una o più palloni e soggetti a regole sono trattati con i loro vari nomi, come polo, cricket, calcio, ecc.

## Tabella comparativa
La seguente tabella riporta la massa, il diametro e la circonferenza della palla negli sport in cui è utilizzata.
La misura principale è la circonferenza, essendo indicata nei documenti ufficiali e risultando la più facile da misurare nella sfera: il diametro è ricavato, tramite il calcolo, dalla stessa.
| Sport                     | Massa (g) | Diametro (cm)   | Circonferenza (cm) |
| ------------------------- | --------- | --------------- | ------------------ |
| Baseball                  | 142-149   | 7,3-7,5         | 22,9-23,5          |
| Calcio                    | 410-450   | 21,6-22,3       | 68,0-70,0          |
| Calcio a 5                | 400-440   | 19,7-20,4       | 62,0-64,0          |
| Cricket                   | 156-163   | 7,1-7,3         | 22,4-22,9          |
| Golf                      | 45,9      | 4,3             | 13,5               |
| Hockey su prato           | 156-300   | 7,1-7,4         | 22,4-23,5          |
| Minibasket                | 400-500   | 21,6-23,2       | 68-73              |
| Pallacanestro (maschile)  | 567-650   | 23,8-24,8       | 74,9-78,0          |
| Pallacanestro (femminile) | 510-567   | 23,0-23,5       | 72,4-73,7          |
| Pallamano                 | 425-475   | 15,3-19,1       | 48-60              |
| Pallanuoto                | 400-450   | 21,6-22,6       | 68-71              |
| Pallavolo                 | 270       | 21,0            | 66                 |
| Rugby                     | 375-425   | Non disponibile | Non disponibile    |
| Squash                    | 28-34     | 4,05            | 12,72              |
| Tennis                    | 56,5-58,5 | 6,5             | 20,4               |
| Tennistavolo              | 2,5       | 4-4,06          | 12,6-12,7          |

## Tipologie

### Palle sferiche

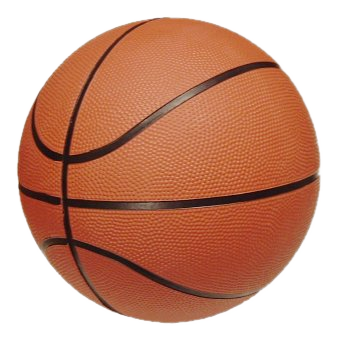
Pallone da pallacanestro
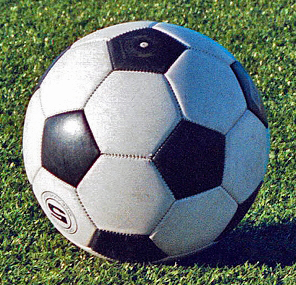
Pallone da calcio
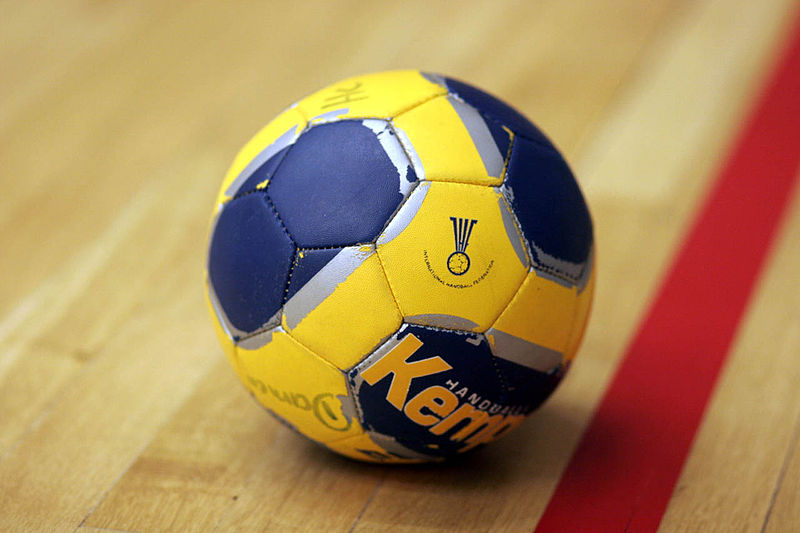
Palla da pallamano
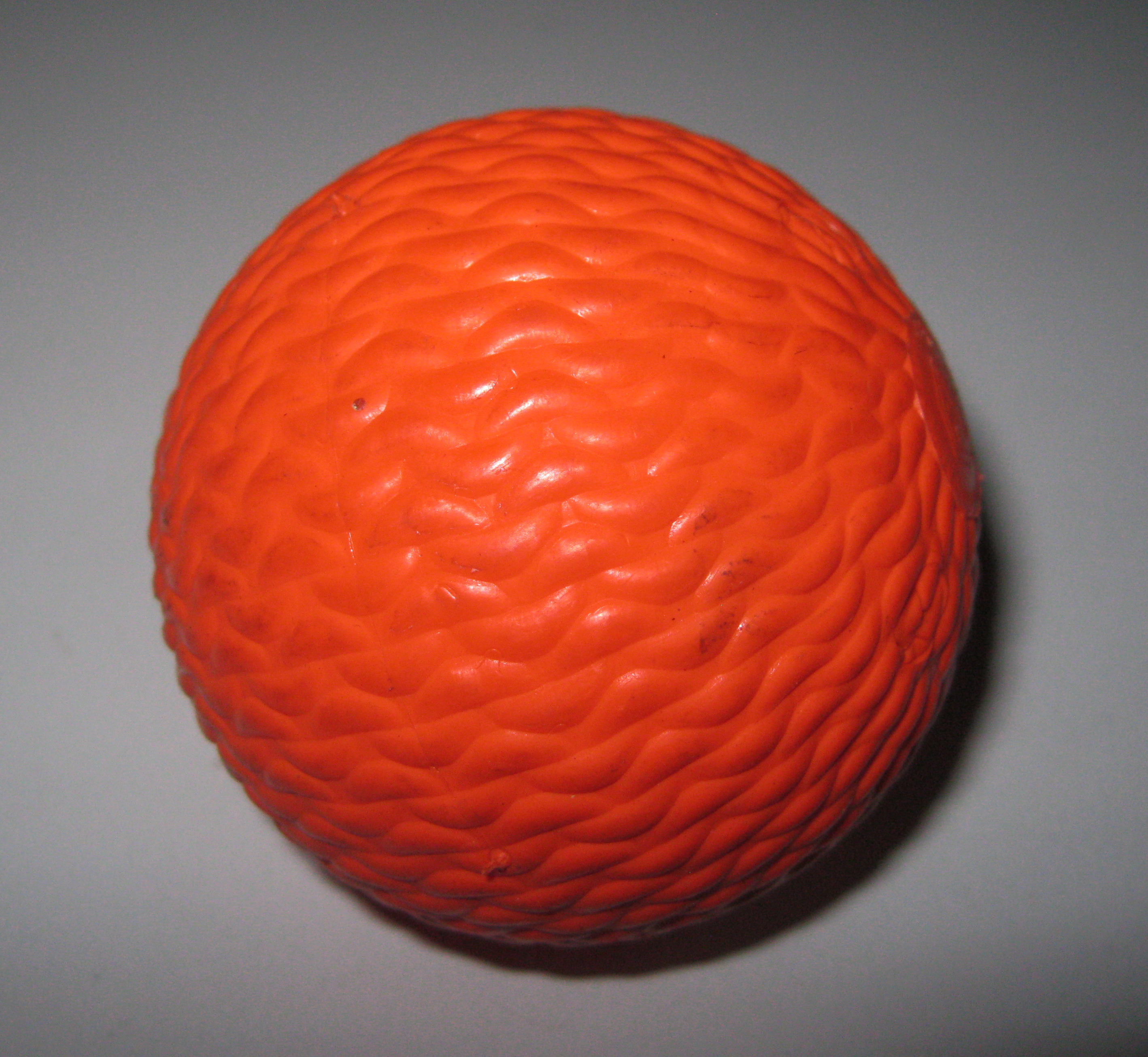
Palla da bandy
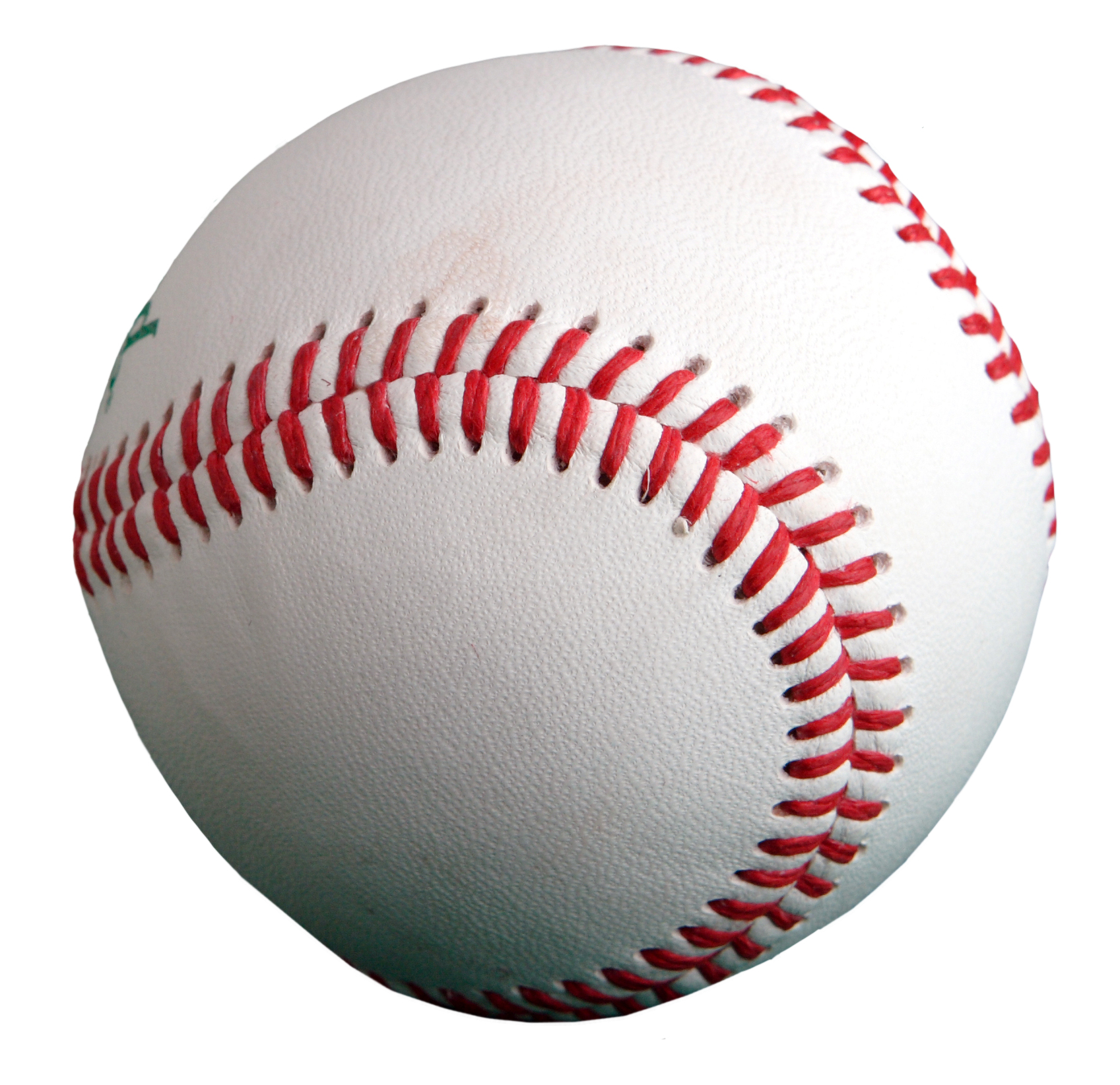
Palla da baseball
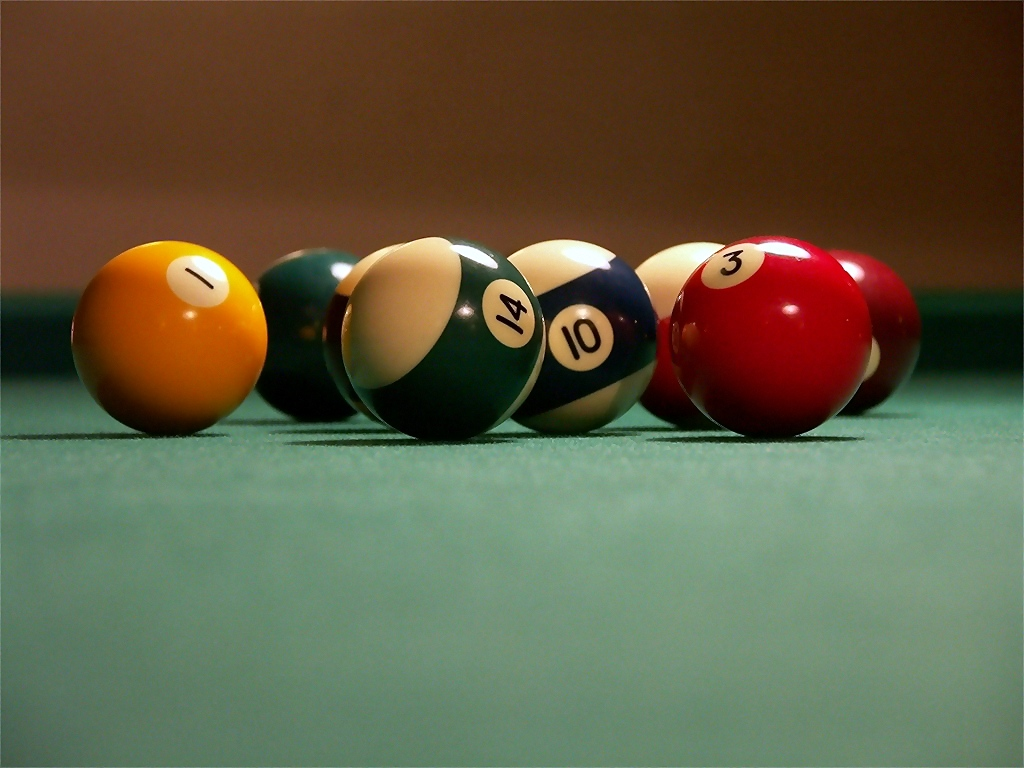
Palle da biliardo
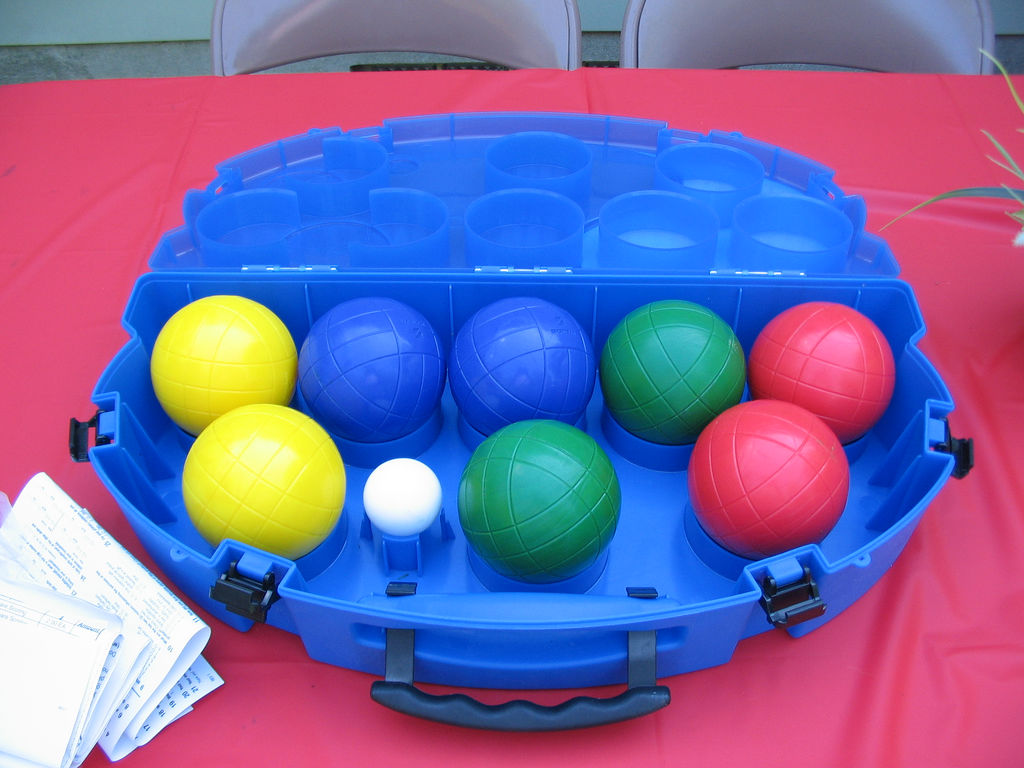
Palle per giocare a bocce con pallino di colore bianco
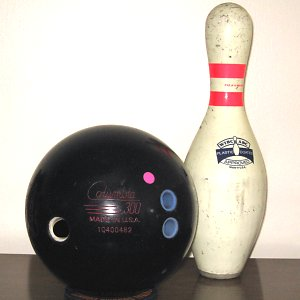
Palla da bowling con birillo
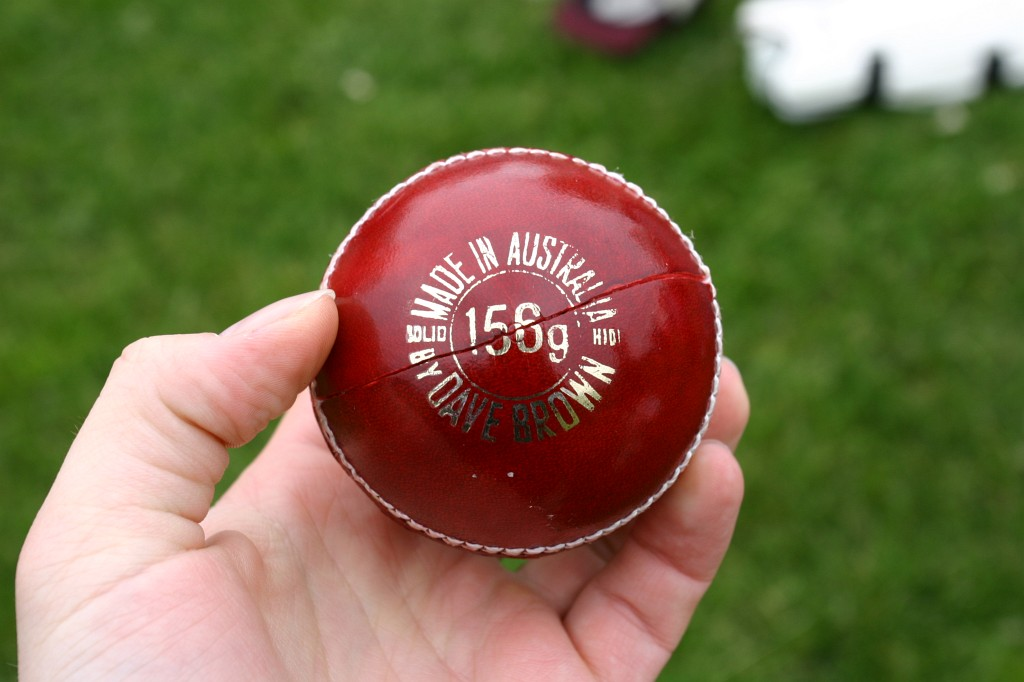
Palla da cricket
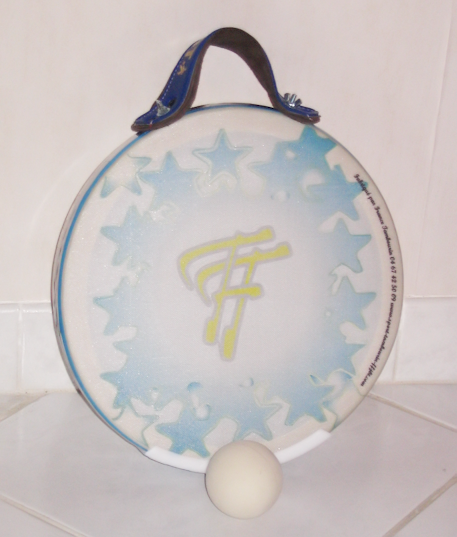
tamburello con palla da pallatamburello
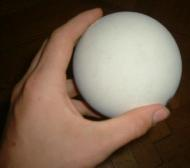
Pallone da pallapugno
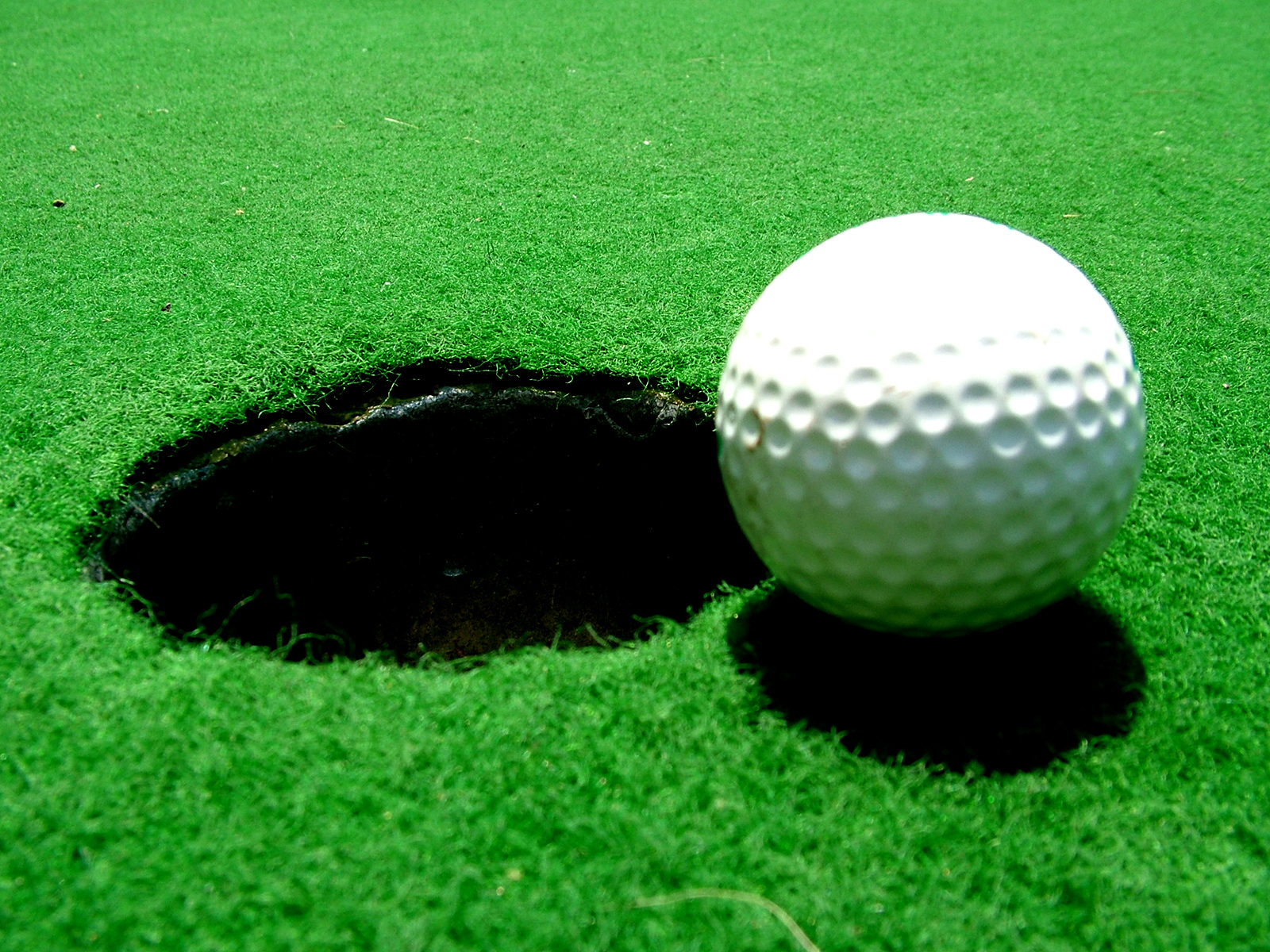
Palla da golf
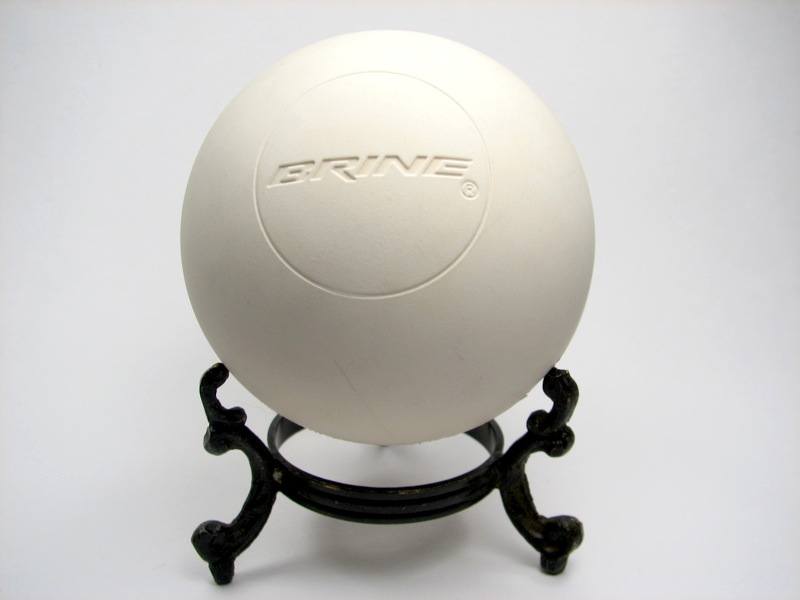
Palla da lacrosse
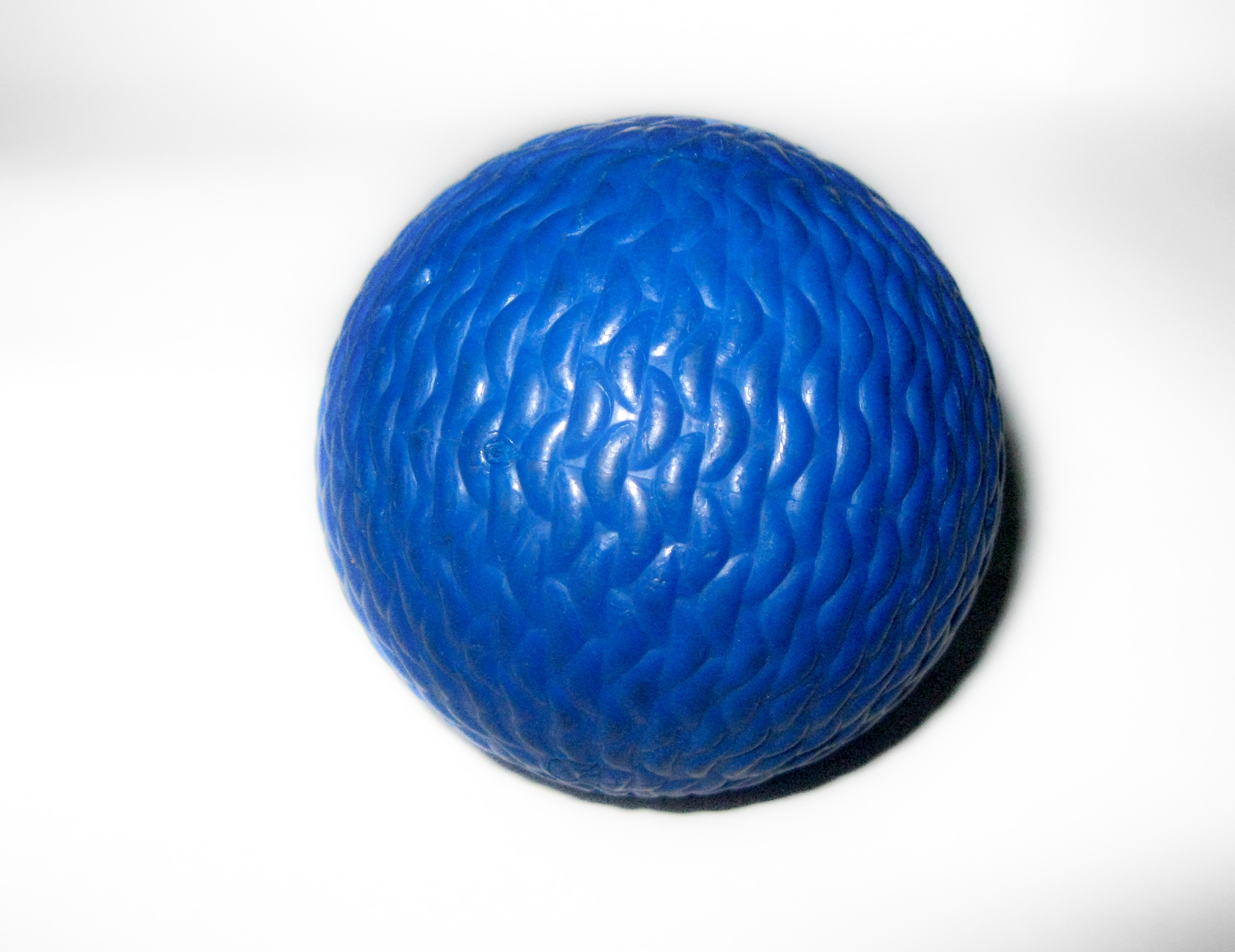
Palla da rinkball
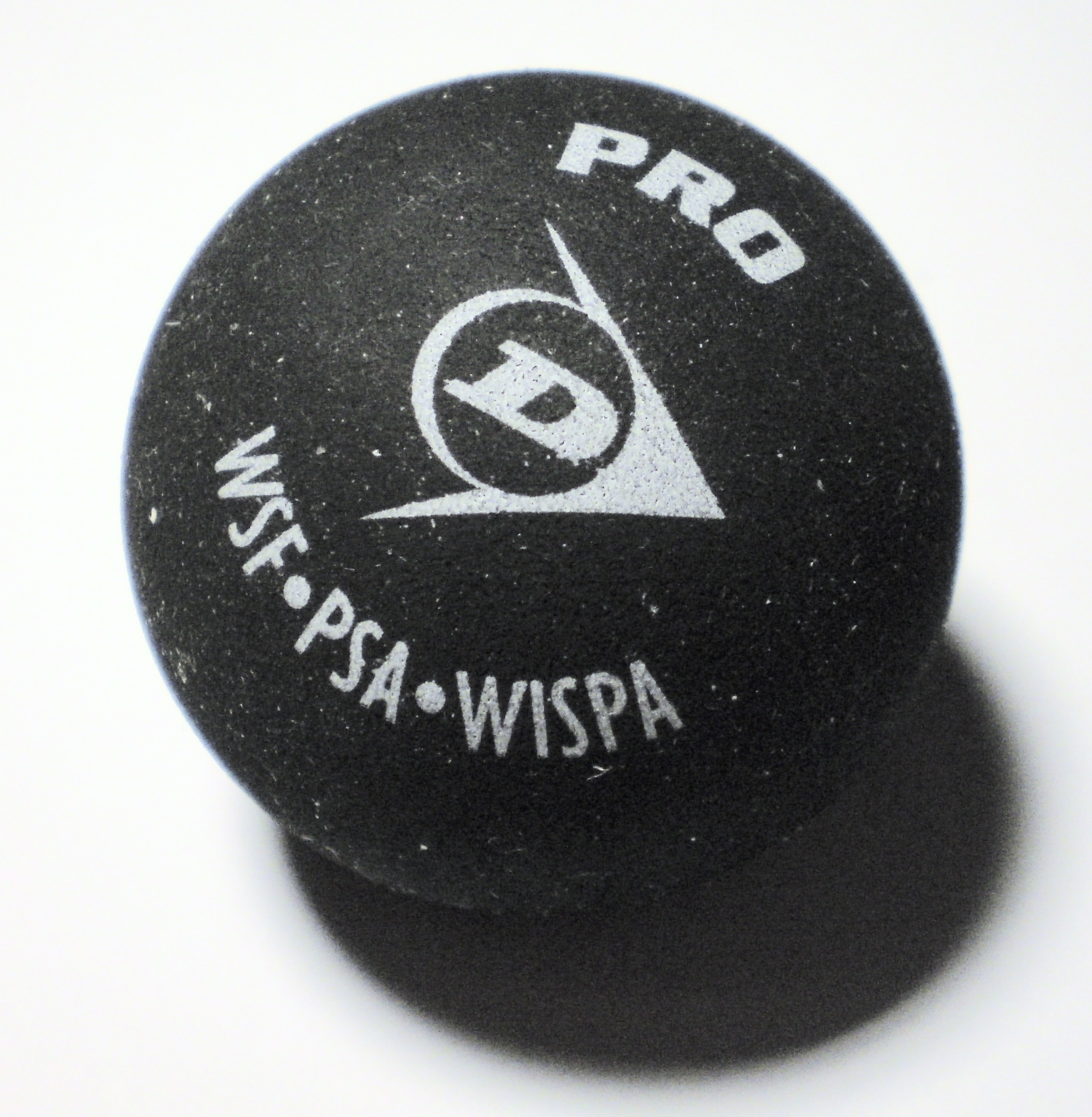
Palla da squash
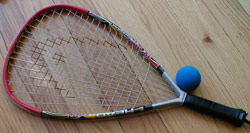
Palla e racchetta da racquetball
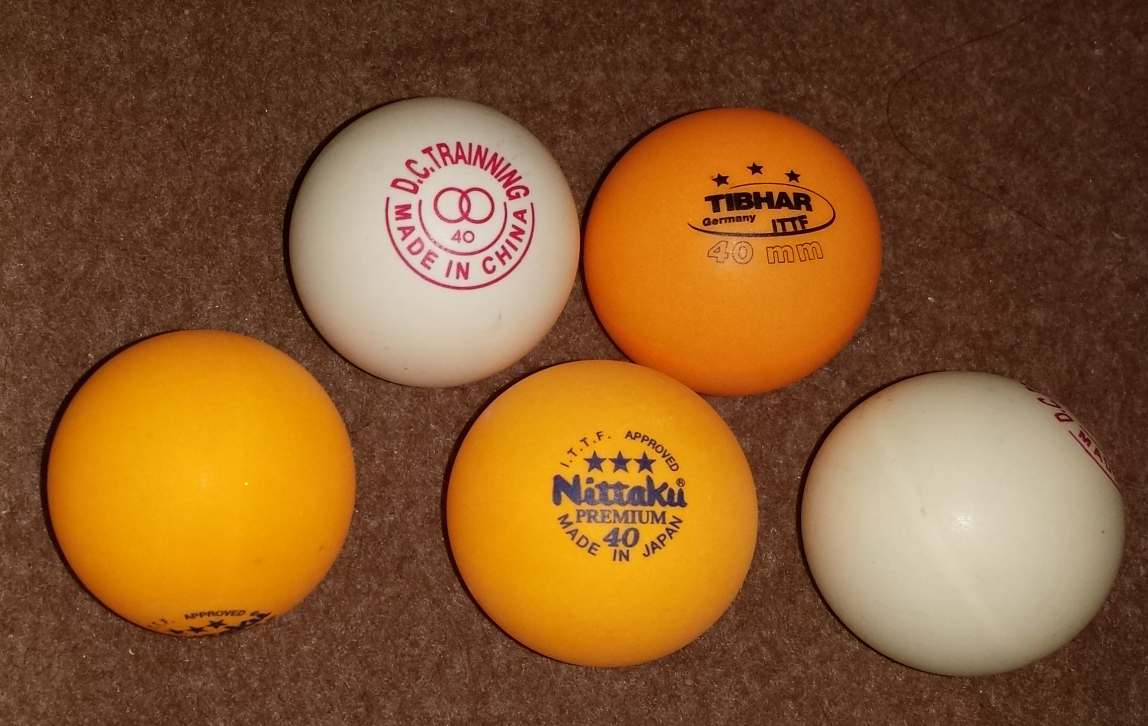
Palline da ping pong
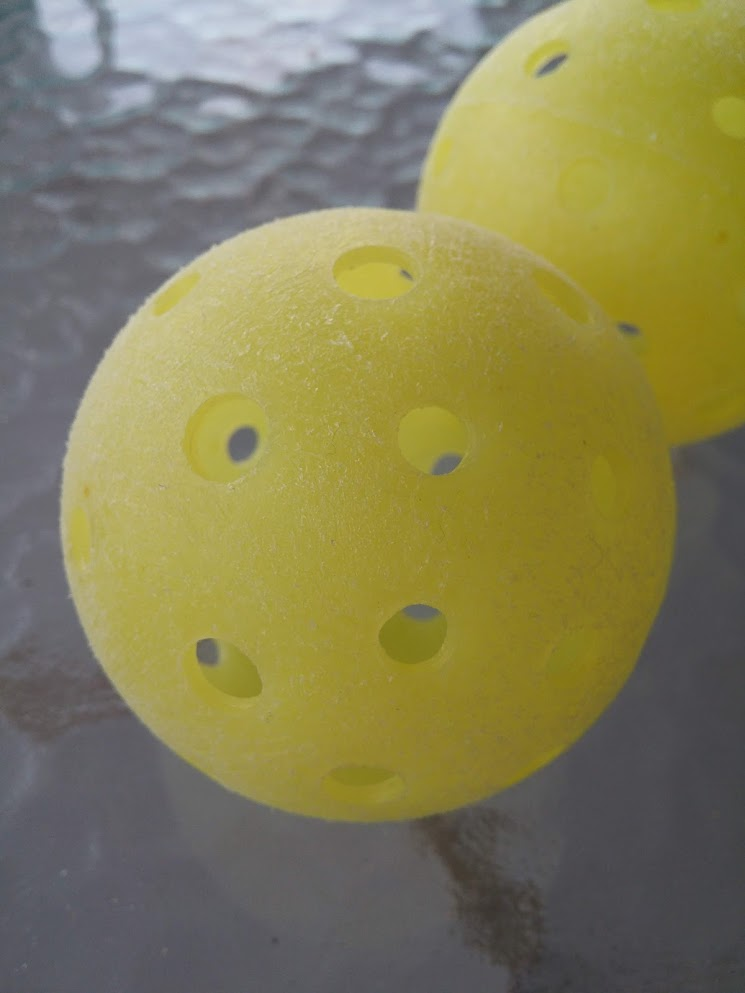
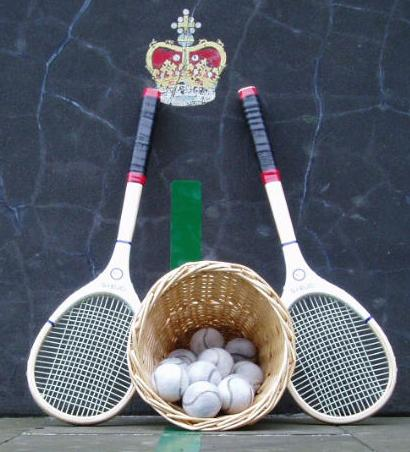
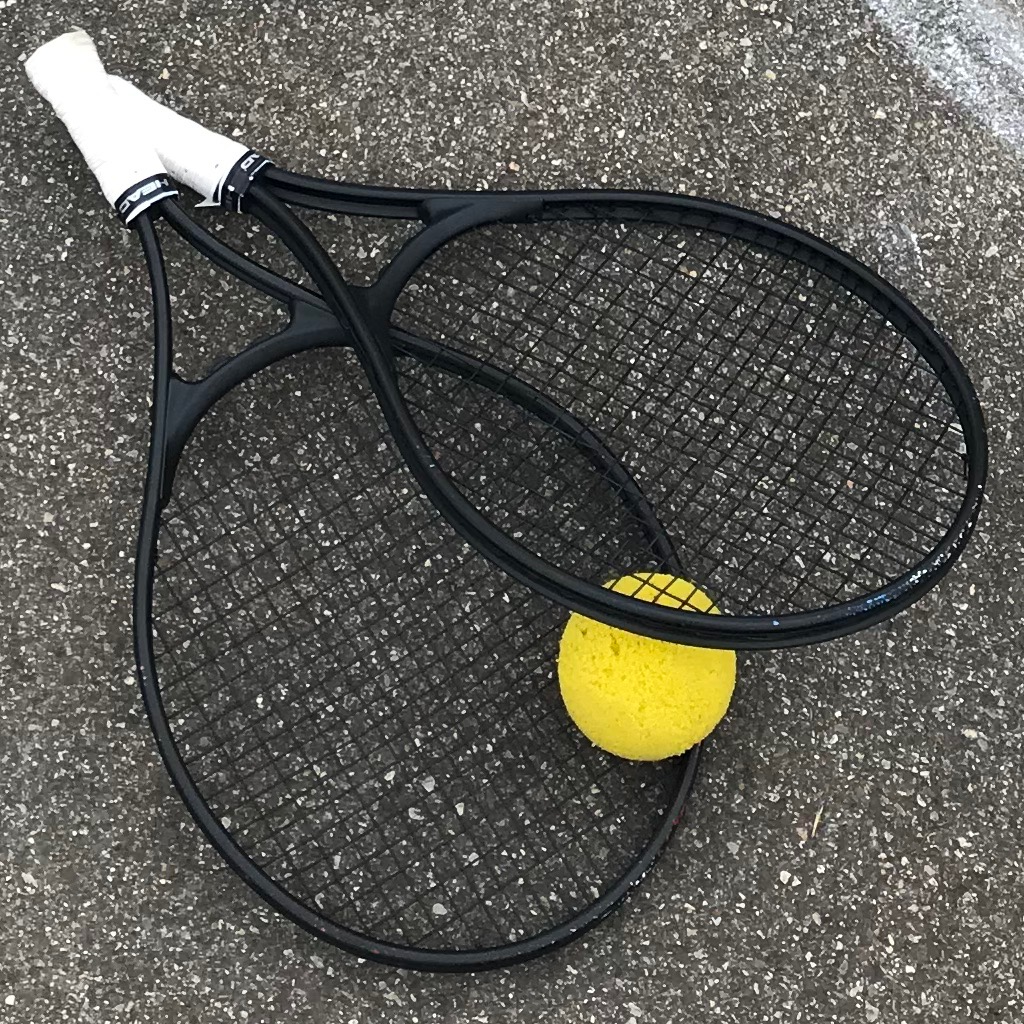
Una palla e due racchette da touchtennis
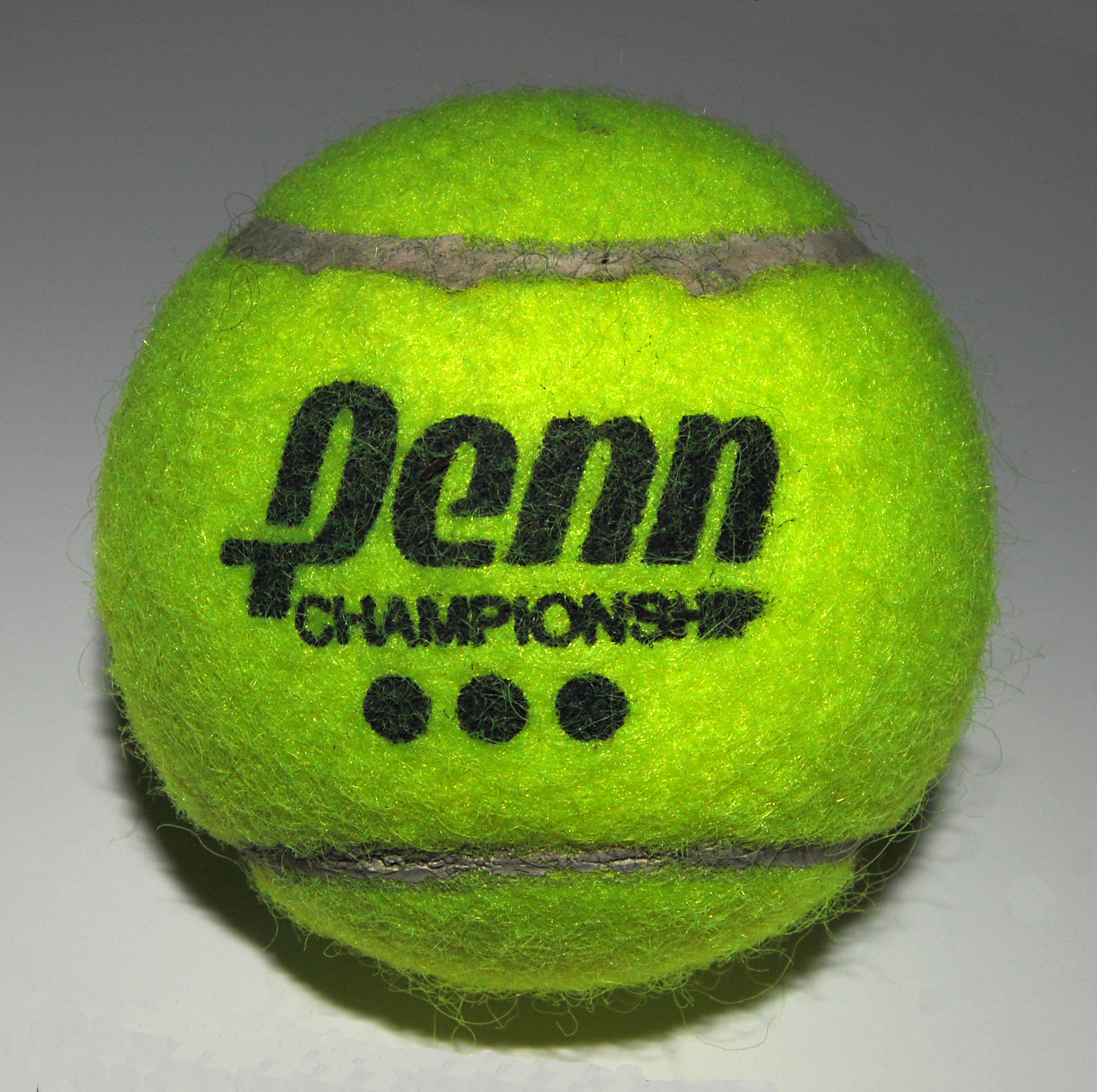
Palla da tennis
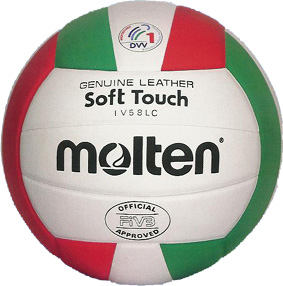
Pallone da pallavolo
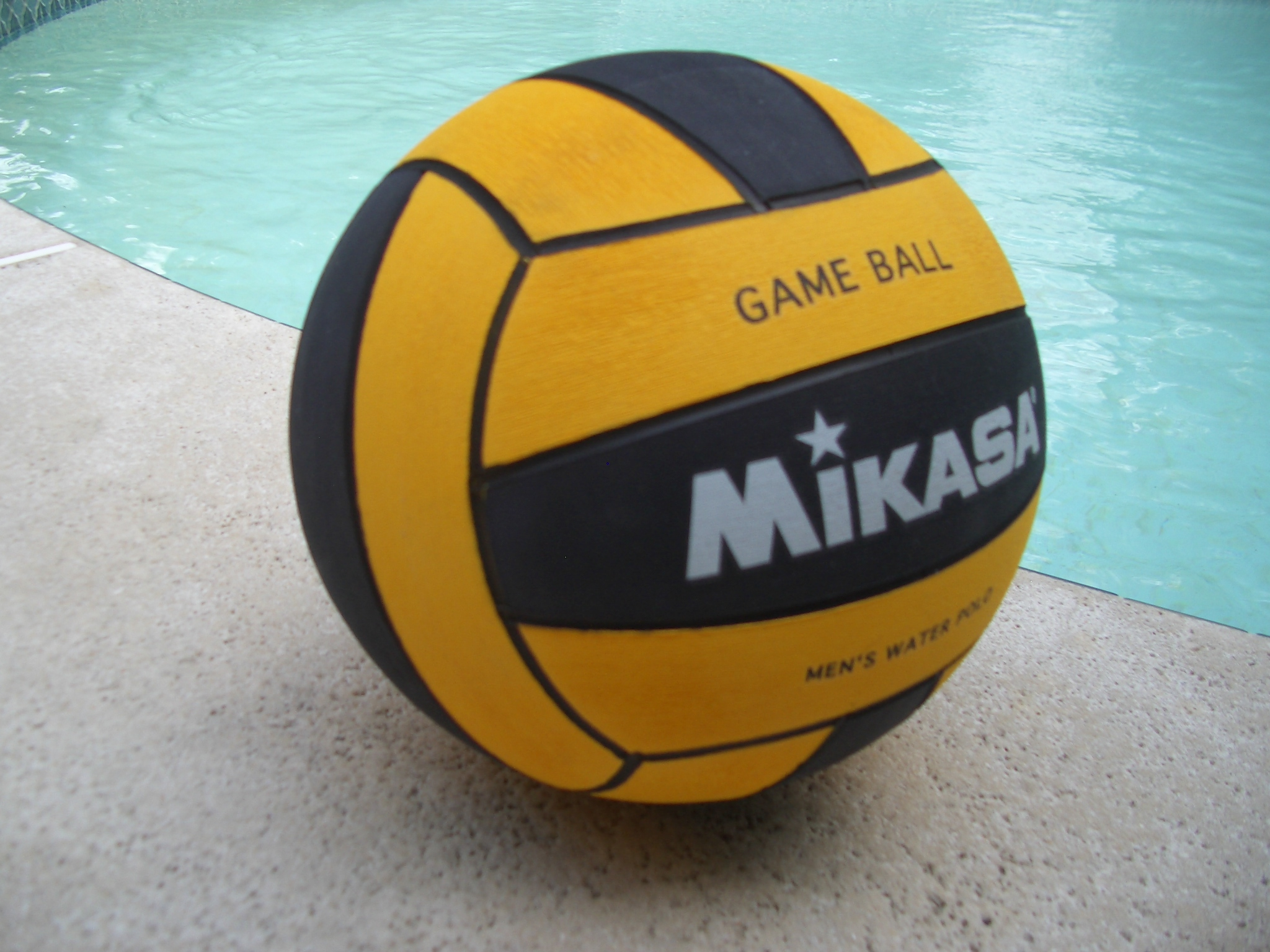
Pallone da pallanuoto
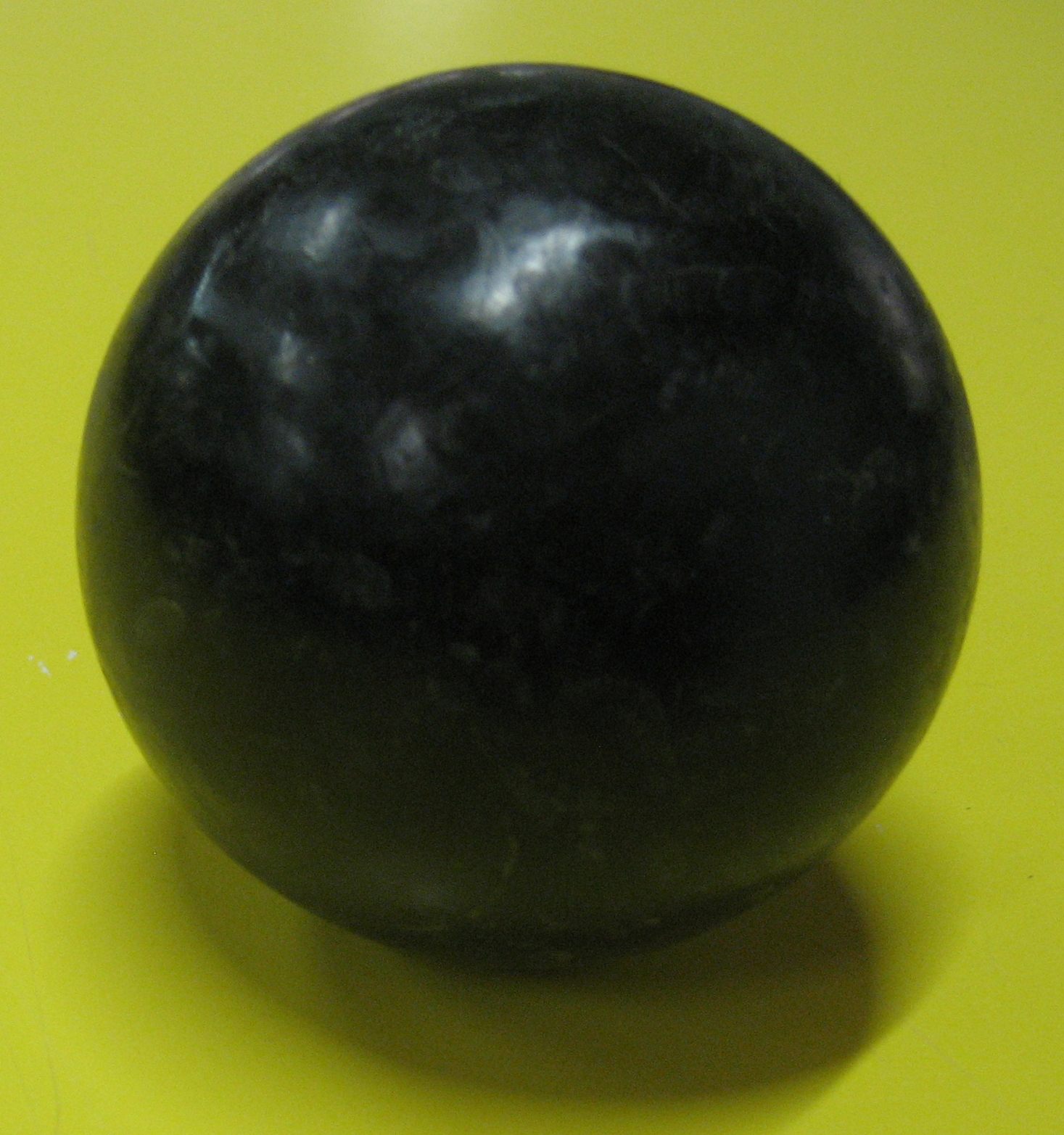
Palla da hockey su pista, una forma di hockey giocato su una superficie liscia utilizzando pattini a rotelle o pattini in linea
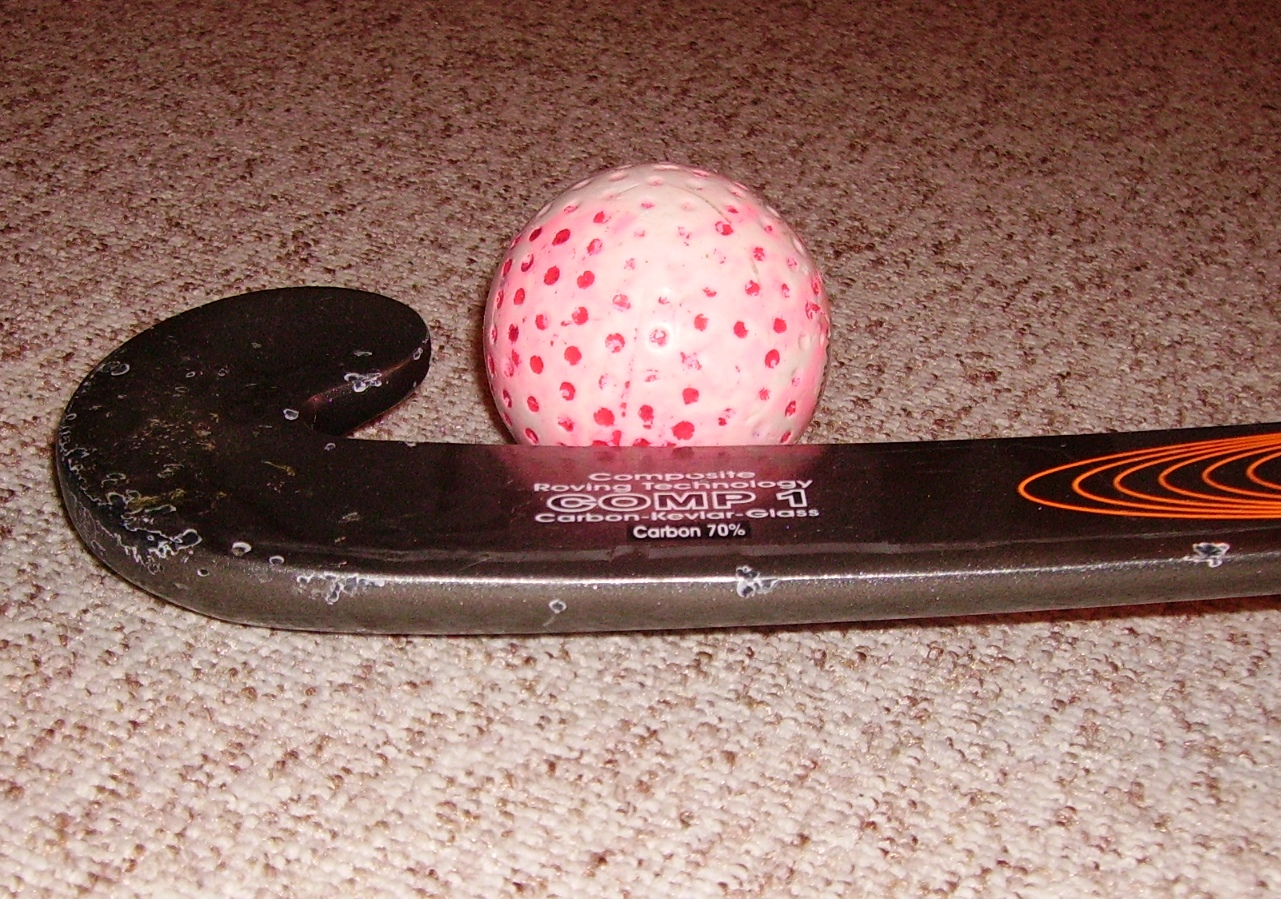
Palla da hockey su prato con apposito bastone
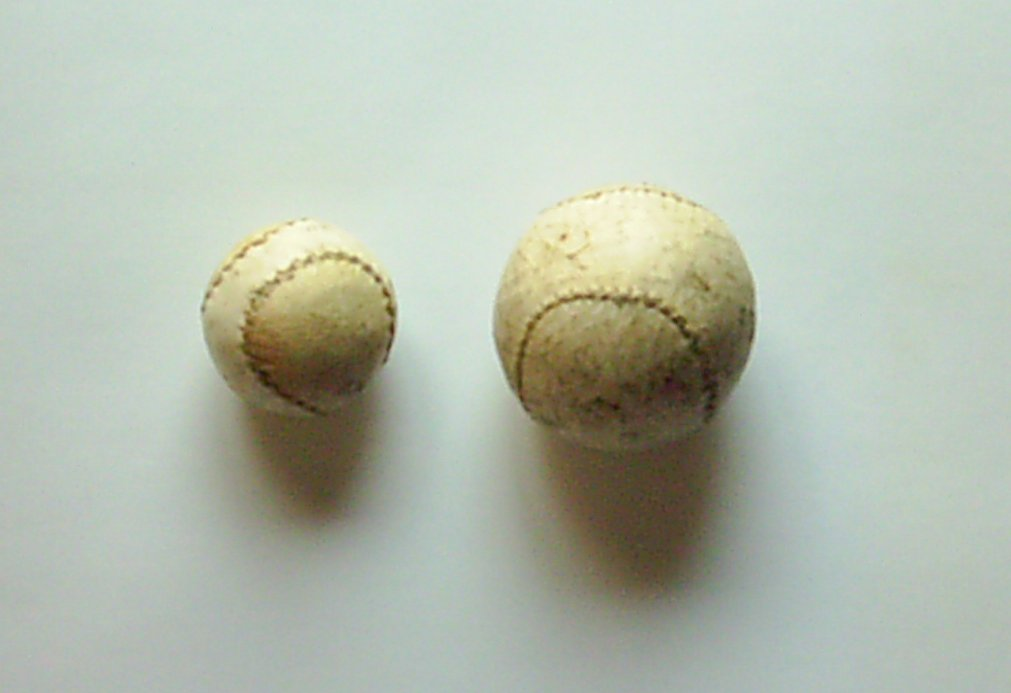
Una palla da pallamano basca a destra di chi guarda la foto e una da palla valenciana
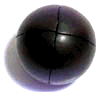
Una palla da escala i corda e raspall
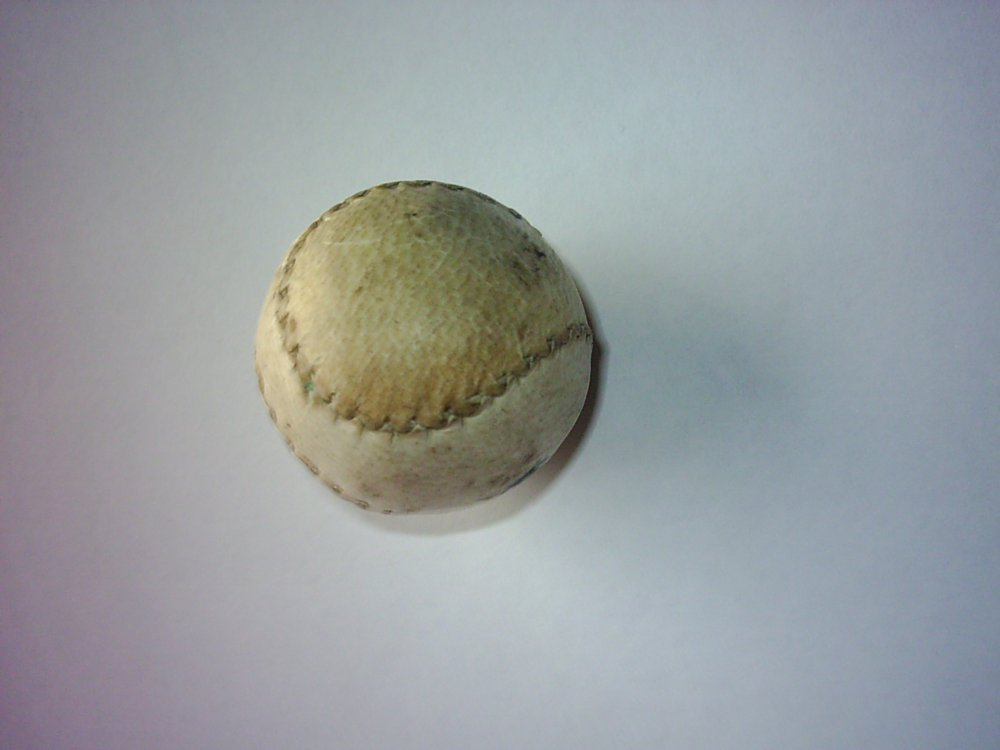
Una palla da frontón
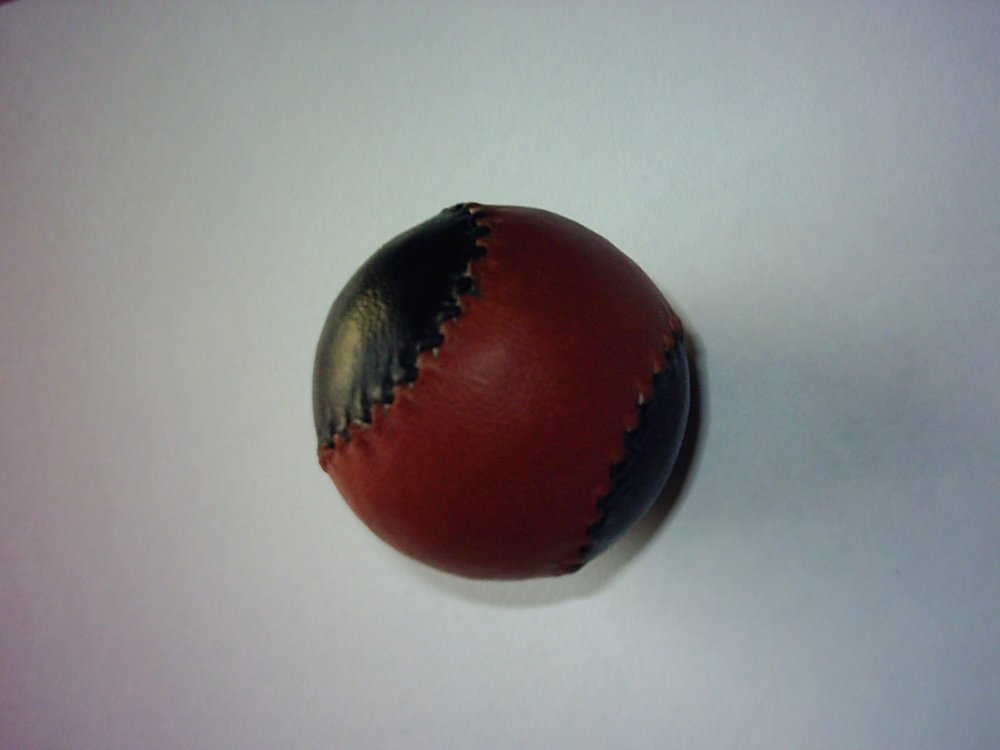
Una palla da frare
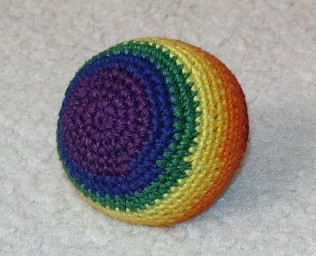
Una palla da footbag
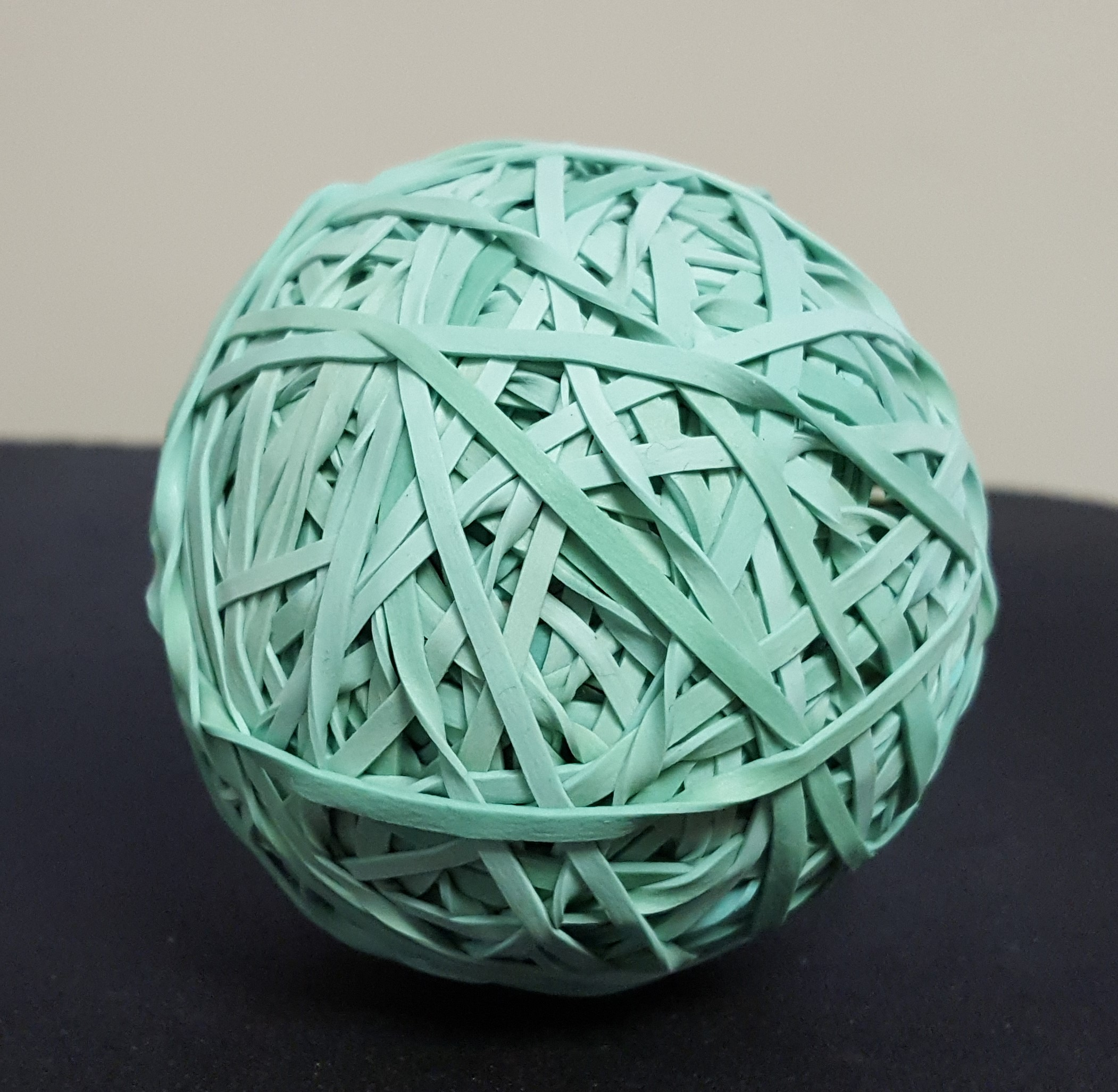
Una palla di elastico, ossia realizzata utilizzando un unico elastico annodato e quindi avvolgendo degli elastici attorno al centro fino a raggiungere la dimensione desiderata.
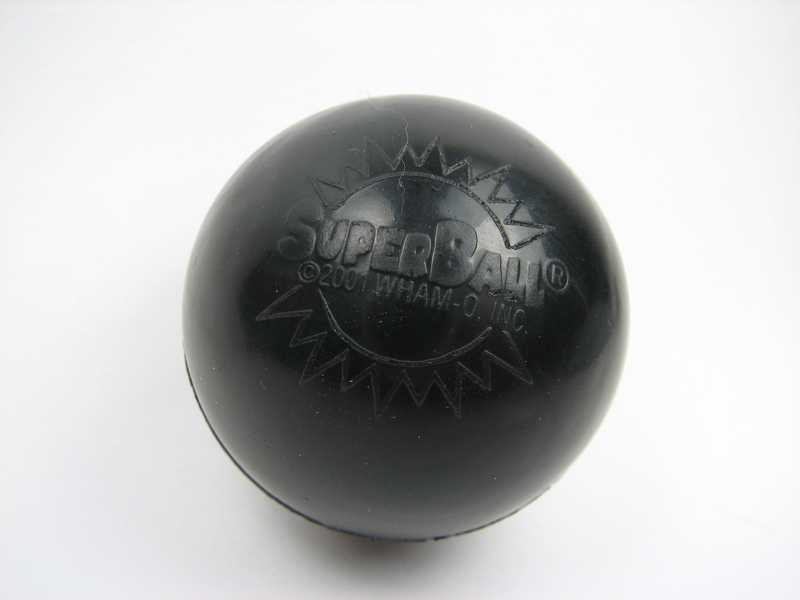
SuperBall o Super Ball, una palla rimbalzante giocattolo basata su un tipo di gomma sintetica inventata nel 1964 dal chimico Norman Stingley. È una palla estremamente elastica.

### Palle ovali

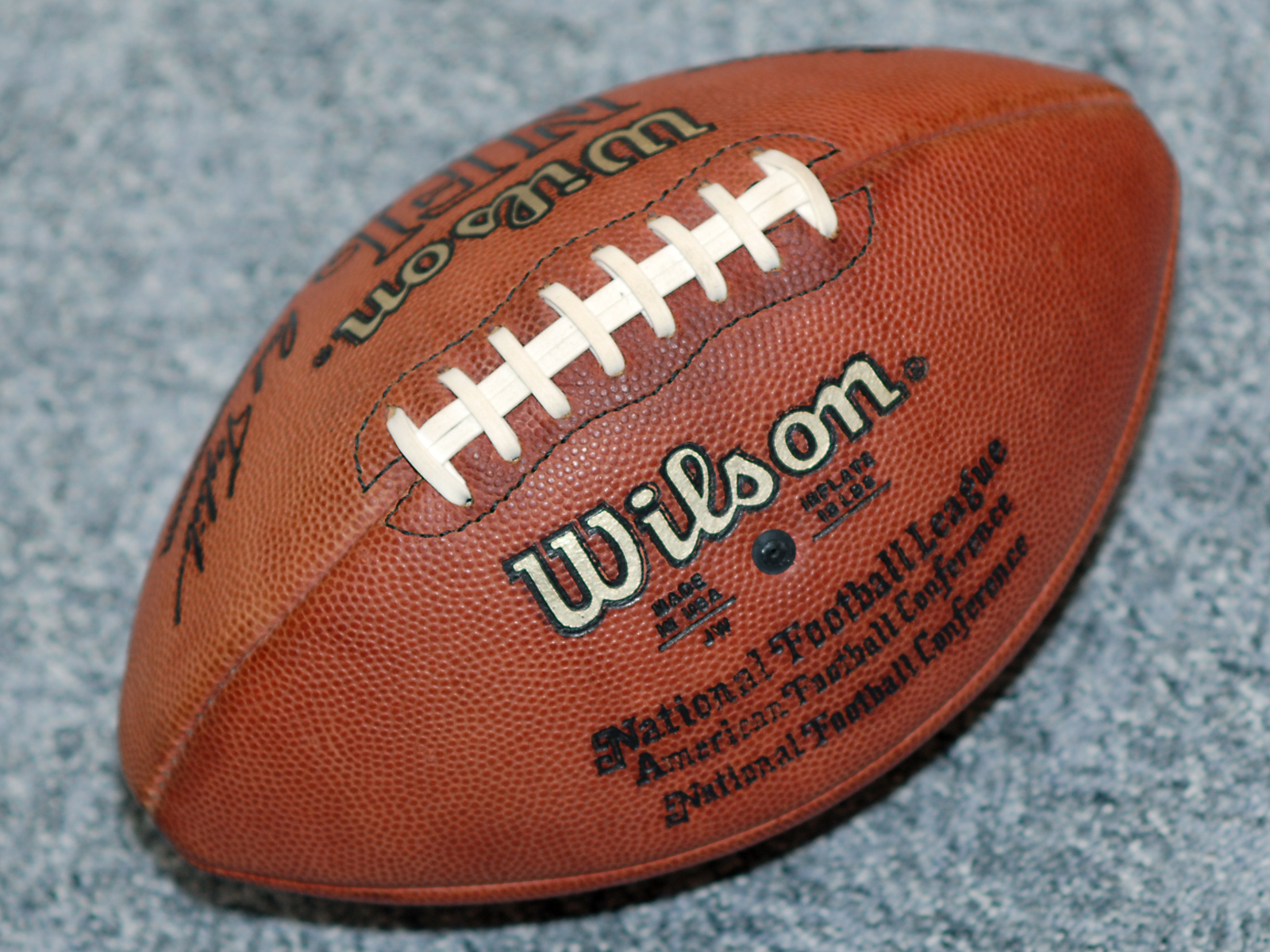
Pallone da football americano
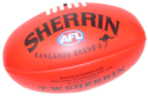
Pallone da football australiano
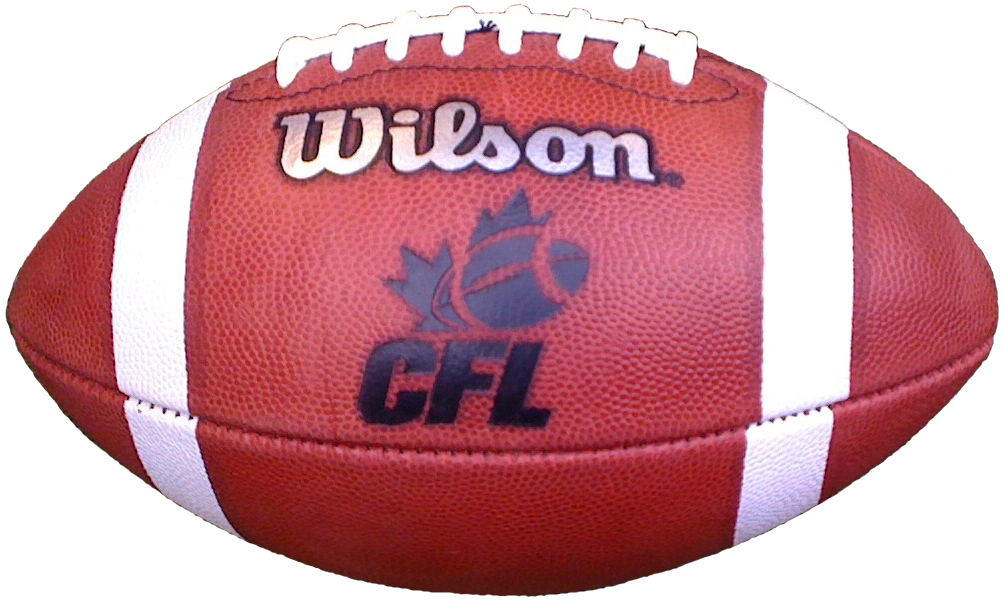
Pallone da football canadese

### Palle atipiche

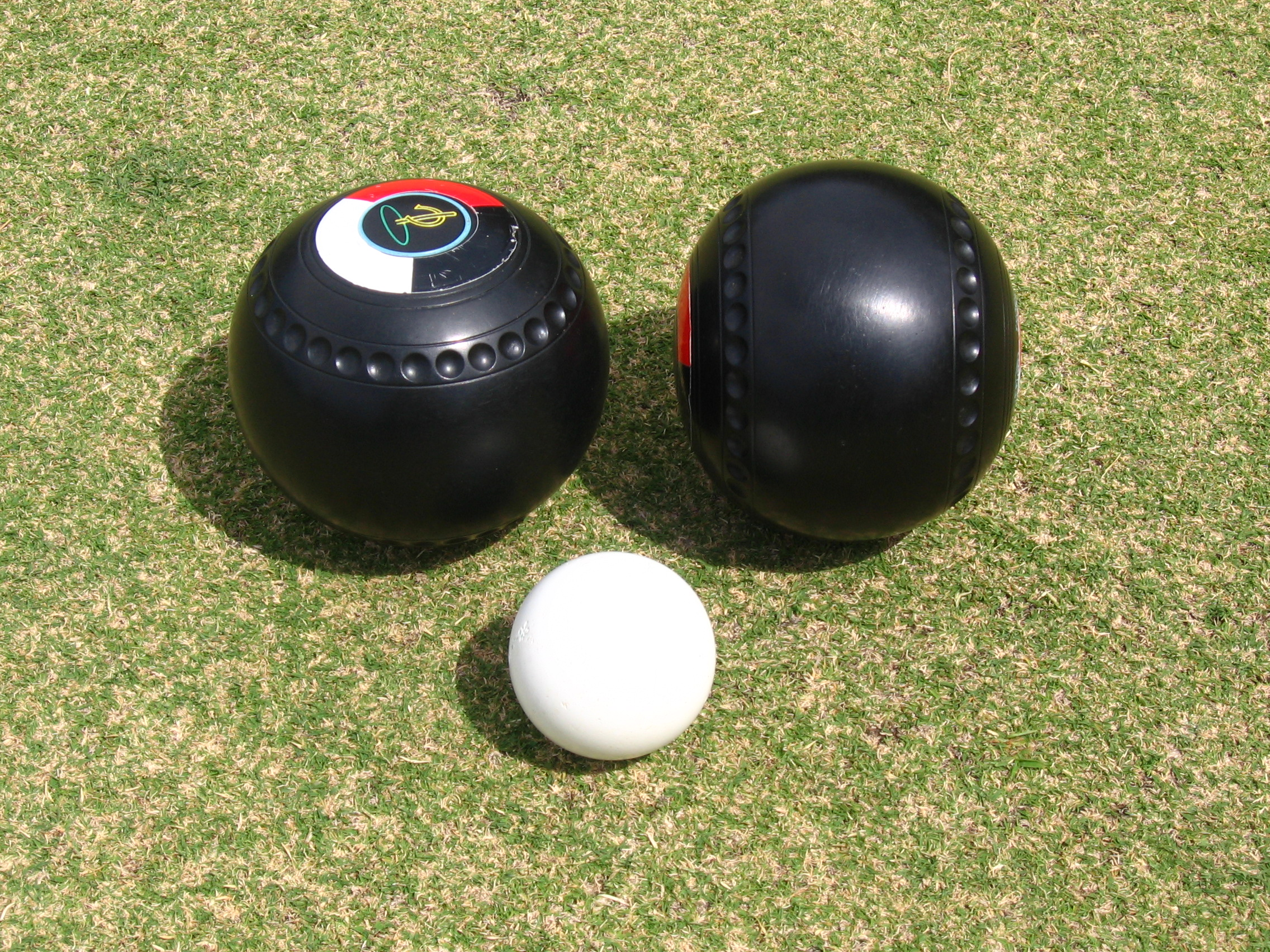
Palle ellissoidali da bowls
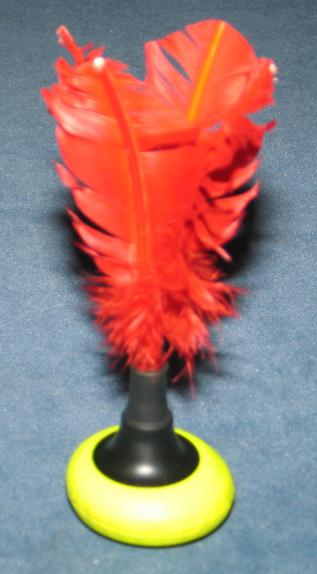
Palla semisferoidale con piuma per lo sport indiaca